# Grand Prix Francji 1933

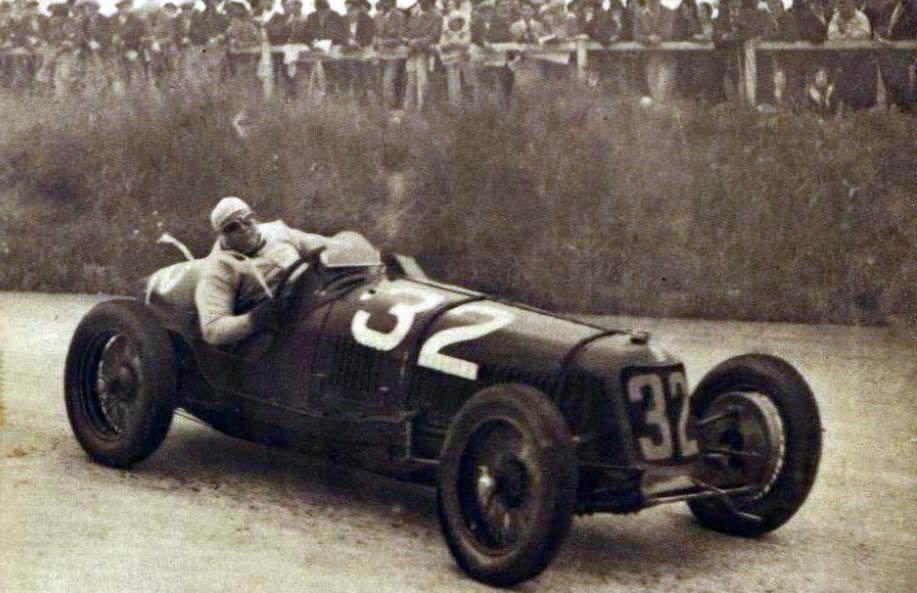
Giuseppe Campari podczas Grand Prix Francji 1933

Grand Prix Francji 1933 (oryg. XXVII Grand Prix de l'Automobile Club de France) – jeden z wyścigów Grand Prix rozegranych w 1933 roku, a drugi spośród tzw. Grandes Épreuves.

## Lista startowa
Na niebieskim tle kierowcy, którzy nie wzięli udziału w kwalifikacjach, lecz współdzielili samochód w czasie wyścigu
| Nr | Kierowca              | Zespół           | Samochód         | Silnik             |   |
| -- | --------------------- | ---------------- | ---------------- | ------------------ | - |
| 2  | Earl Howe             | Earl Howe        | Bugatti T51      | Bugatti 2.3 S-8    | ? |
| 4  | Pierre Félix          | prywatny         | Alfa Romeo Monza | Alfa Romeo 2.3 S-8 | ? |
| 6  | Juan Zanelli          | prywatny         | Alfa Romeo Monza | Alfa Romeo 2.3 S-8 | ? |
| 8  | Julio Villars         | Equipe Villars   | Alfa Romeo Monza | Alfa Romeo 2.3 S-8 | ? |
| 10 | Tazio Nuvolari        | Scuderia Ferrari | Alfa Romeo Monza | Alfa Romeo 2.6 S-8 | ? |
| 12 | Goffredo Zehender     | prywatny         | Maserati 8CM     | Maserati 3.0 S-8   | ? |
| 14 | Baconin Borzacchini   | Scuderia Ferrari | Alfa Romeo Monza | Alfa Romeo 2.6 S-8 | ? |
| 18 | George Eyston         | Bernard Rubin    | Alfa Romeo Monza | Alfa Romeo 2.3 S-8 | ? |
| 22 | Stanisław Czaykowski  | Count Czaykowski | Bugatti T54      | Bugatti 5.0 S-8    | ? |
| 24 | Pierre Bussienne      | prywatny         | Bugatti T51      | Bugatti 2.3 S-8    | ? |
| 26 | Philippe Étancelin    | prywatny         | Alfa Romeo Monza | Alfa Romeo 2.3 S-8 | ? |
| 28 | Horst von Waldthausen | Equipe Villars   | Alfa Romeo Monza | Alfa Romeo 2.3 S-8 | ? |
| 32 | Giuseppe Campari      | prywatny         | Maserati 8C-3000 | Maserati 3.0 S-8   | ? |
| 36 | Jean Gaupillat        | prywatny         | Bugatti T51      | Bugatti 2.3 S-8    | ? |
| 38 | Piero Taruffi         | Scuderia Ferrari | Alfa Romeo Monza | Alfa Romeo 2.6 S-8 | ? |
| 38 | Tazio Nuvolari        | Scuderia Ferrari | Alfa Romeo Monza | Alfa Romeo 2.6 S-8 | ? |
| 42 | Louis Chiron          | Scuderia C.C.    | Alfa Romeo Monza | Alfa Romeo 2.3 S-8 | ? |
| 44 | Marcel Lehoux         | prywatny         | Bugatti T51      | Bugatti 2.3 S-8    | ? |
| 46 | Guy Moll              | prywatny         | Alfa Romeo Monza | Alfa Romeo 2.3 S-8 | ? |
| 48 | Jean-Pierre Wimille   | prywatny         | Alfa Romeo Monza | Alfa Romeo 2.3 S-8 | ? |
| 52 | Raymond Sommer        | prywatny         | Alfa Romeo Monza | Alfa Romeo 2.3 S-8 | ? |
| Nr | Kierowca              | Zespół           | Samochód         | Silnik             |   |

## Wyniki

### Wyścig
Źródło: kolumbus.fi
| P                                                     | + / – | Nr | Kierowca                     | Konstruktor | Okr. | Czas / Strata                      | Komentarz              |
| ----------------------------------------------------- | ----- | -- | ---------------------------- | ----------- | ---- | ---------------------------------- | ---------------------- |
| 1                                                     | 12    | 32 | Giuseppe Campari             | Maserati    | 40   | 3h48:45,4                          |                        |
| 2                                                     | 9     | 26 | Philippe Étancelin           | Alfa Romeo  | 40   | +0:52,0                            |                        |
| 3                                                     | 5     | 18 | George Eyston                | Alfa Romeo  | 39   | +1 okr                             |                        |
| 4                                                     | 15    | 52 | Raymond Sommer               | Alfa Romeo  | 39   | +1 okr                             |                        |
| 5                                                     | 12    | 46 | Guy Moll                     | Alfa Romeo  | 38   | +2 okr                             |                        |
| 6                                                     | 2     | 8  | Julio Villars                | Alfa Romeo  | 34   | +6 okr                             |                        |
| Niesklasyfikowani                                     |       |    |                              |             |      |                                    |                        |
|                                                       |       | 38 | Piero Taruffi Tazio Nuvolari | Alfa Romeo  | 26   | Skrzynia biegów                    | Samochód współdzielony |
|                                                       |       | 12 | Goffredo Zehender            | Maserati    | 19   | Amortyzatory                       |                        |
|                                                       |       | 2  | Earl Howe                    | Bugatti     | 19   | Uszkodzone oko przez rozbite szkło |                        |
|                                                       |       | 6  | Juan Zanelli                 | Alfa Romeo  | 19   |                                    |                        |
|                                                       |       | 4  | Pierre Félix                 | Alfa Romeo  | 17   | Silnik                             |                        |
|                                                       |       | 22 | Stanisław Czaykowski         | Bugatti     | 8    | Skrzynia biegów                    |                        |
|                                                       |       | 42 | Louis Chiron                 | Alfa Romeo  | 6    | Skrzynia biegów                    |                        |
|                                                       |       | 10 | Tazio Nuvolari               | Alfa Romeo  | 6    | Skrzynia biegów                    |                        |
|                                                       |       | 24 | Pierre Bussienne             | Bugatti     | 5    | Skrzynia biegów                    |                        |
|                                                       |       | 28 | Horst von Waldthausen        | Alfa Romeo  | 4    | Silnik                             |                        |
|                                                       |       | 48 | Jean-Pierre Wimille          | Alfa Romeo  | 2    | Skrzynia biegów                    |                        |
|                                                       |       | 44 | Marcel Lehoux                | Bugatti     | 1    | Korbowód                           |                        |
|                                                       |       | 36 | Jean Gaupillat               | Bugatti     | 0    | Zapłon                             |                        |
| Nie wystartowali / niedopuszczeni do ponownego startu |       |    |                              |             |      |                                    |                        |
|                                                       |       | 14 | Baconin Borzacchini          | Alfa Romeo  |      |                                    |                        |
| P                                                     | + / – | Nr | Kierowca                     | Konstruktor | Okr. | Czas / Strata                      | Komentarz              |

### Najszybsze okrążenie
Źródło: teamdan.com
| Nr | Kierowca         | Konstruktor | Czas | Okr. |
| -- | ---------------- | ----------- | ---- | ---- |
| 32 | Giuseppe Campari | Bugatti     | 5:23 | 39   |